# Басалаево (Ярославская область)
Басалаево — деревня в Благовещенском сельском поселении Большесельского района Ярославской области.
Деревня Басалаева указана на плане Генерального межевания Рыбинского уезда 1798 года.

## Население
По данным статистического сборника «Сельские населенные пункты Ярославской области на 1 января 2007 года», в деревне Басалаево не числится постоянных жителей.

## География
Деревня расположена на севере района, вблизи границы с Рыбинским районом, на расстоянии около 1,5 км от левого берега реки Черёмухи. Это один из последних населённых пунктов Большесельского района вниз по левому берегу реки. востоку от Балалаево на берегу Черёмухи компактно расположены село Елохово Елохово, а также деревни Ильинское и Головинское, На правом берегу Черёмухи напротив этих населённых пунктов стоит деревня Демидово. Басалаево и четыре названных поселения расположены на одном окружённом лесами поле. К западу от этого поля за небольшим заболоченным лесом начинается обширное болото Великий Мох, в котором при Советской власти велась интенсивная добыча торфа.